# Transferrina carboidrato carente
La transferrina carboidrato carente (CDT da Carbohydrate-Deficient Transferrin) o transferrina desialata è valutata tramite un esame di laboratorio e rappresenta il parametro più idoneo per la valutazione di un abuso cronico di alcol.
La transferrina è una glicoproteina che migra all'elettroforesi in zona β1-globuline, è formata da una catena polipeptidica di 679 aminoacidi e contiene due identiche catene carboidratiche che terminano con delle ramificazioni che contengono all'estremità acido sialico. Le catene carboidratiche determinano la microeterogeneità della molecola. La transferrina più rappresentata nel plasma contiene 4 residui di acido sialico.
La diminuzione dei residui di acido sialico determina una differente migrazione elettroforetica. Infatti il siero di alcolisti rivela un caratteristico andamento, con un picco più piccolo catodico rispetto al picco principale della transferrina, dovuto alla presenza di transferrina desializzata.
Possiamo avere differenti isoforme della transferrina: le isoforme disialo, monosialo e asialotransferrina, denominate transferrina desialata o transferrina carboidrato carente, sono presenti nel siero di pazienti con un regolare consumo di alcol etilico in quantità superiori a 50-80 g al giorno per almeno 2 settimane. Le concentrazione  di CDT si normalizzano dopo 2-4 settimane di astinenza dall'alcol.
Probabilmente l'alterazione della glicosilazione risiede nella tossicità della acetaldeide che accompagna la malattia alcolica.